# コンドロ-6-スルファターゼ
コンドロ-6-スルファターゼ(Chondro-6-sulfatase、EC 3.1.6.10)は、以下の化学反応を触媒する酵素である。
4-デオキシ-β-D-グルコ-4-エヌロノシル-(1,3)-N-アセチル-D-ガラクトサミン-6-硫酸 + 水{\displaystyle \rightleftharpoons }4-デオキシ-β-D-グルコ-4-エヌロノシル-(1,3)-N-アセチル-D-ガラクトサミン + 硫酸
従って、この酵素の基質は4-デオキシ-β-D-グルコ-4-エヌロノシル-(1,3)-N-アセチル-D-ガラクトサミン-6-硫酸と6-硫酸と水の3つ、生成物は4-デオキシ-β-D-グルコ-4-エヌロノシル-(1,3)-N-アセチル-D-ガラクトサミンと硫酸の2つである。
この酵素は加水分解酵素、特に硫酸エステル加水分解酵素に分類される。系統名は、4-デオキシ-β-D-グルコ-4-エヌロノシル-(1,3)-N-アセチル-D-ガラクトサミン-6-硫酸 6-スルホヒドロラーゼ(4-deoxy-beta-D-gluc-4-enuronosyl-(1,3)-N-acetyl-D-galactosamine-6-su lfate 6-sulfohydrolase)である。